# (25852) 2000 EW147
2000 إي دابليو 147 (ويعرف أيضًا باسم (25852) 2000 إي دابليو 147 وفق تسمية الكوكب الصغير) (بالإنجليزية: 2000 EW147)‏ هو كويكب ضمن حزام الكويكبات؛ وترتيبه 25852 من حيث الاكتشاف.
اكتُشف هذا الجُرم الفلكي بواسطة بحث لنكولن عن الكويكبات القريبة من الأرض في 4 مارس 2000.

## وصلات خارجية
- (25852) 2000 EW147 في قاعدة بيانات مختبر الدفع النفاث لأجرام النظام الشمسي الصغيرة

- الاكتشاف · مخطط المدار ·  العناصر المدارية · المعلمات المادية

- (25852) 2000 EW147 على موقع ويكي سكاي: DSS2, SDSS, GALEX, IRAS, Hydrogen α, X-Ray, Astrophoto, Sky Map, Articles and images